# Anika Brinkmann
Pour les articles homonymes, voir Brinkmann.
Anika Brinkmann est une joueuse allemande de volley-ball née le 4 août 1986 à Vechta. Elle mesure 1,77 m et joue au poste de réceptionneuse-attaquante. 

## Clubs
| Club                  | De        | À         |
| --------------------- | --------- | --------- |
| SCU Emlichheim        | 1996-1997 | 2004-2005 |
| USC Münster           | 2005-2006 | 2008-2009 |
| Alemannia Aachen      | 2009-2010 | 2009-2010 |
| SWE Volley-Team       | 2010-2011 | 2010-2011 |
| VfB Suhl              | fév 2011  | mai 2011  |
| Allgäu Team Sonthofen | 2012-2012 | 2012-2012 |
| VfL Oythe             | 2012-2013 | 2012-2013 |
| VT Aurubis Hamburg    | 2013-2014 | 2013-2014 |
| VolleyStars Thüringen | 2014-2015 | 2014-2015 |
| AO Thiras             | 2015-2016 | 2016-2017 |
| SV Bad Laer           | 2017-2018 | 2017-2018 |
| Skurios Volleys       | 2018-2019 | 2018-2019 |
| AO Thiras             | 2019-2020 | 2019-2020 |
| USC Münster           | 2020-2021 | …         |

## Palmarès
- Coupe d'Allemagne
  - Finaliste : 2006.
- Championnat de Grèce
  - Finaliste : 2016.